# Ptilinop de front daurat
El ptilinop de front daurat (Ptilinopus aurantiifrons) és una espècie d'ocell de la família dels colúmbids (Columbidae) que habita boscos, manglars i sabanes de Nova Guinea i illes de l'àrea, en Aru, illes Raja Ampat, Yapen i Fergusson.